# Tic tac
Tic Tac es una telenovela chilena de comedia de situación dirigida por María Eugenia Rencoret. Fue transmitida por la cadena pública Televisión Nacional de Chile desde 6 de agosto hasta el 15 de diciembre de 1997. 
Protagonizada por Bastian Bodenhöfer, Leonor Varela, Enrique Cintolesi, Ximena Rivas, Peggy Cordero, Coca Guazzini y Mauricio Pešutić.

## Argumento
La historia inicia en el Palacio Santa María, lugar que será el escenario principal de esta divertida y original teleserie. Allí vive la venerable Emilia Santa María (Peggy Cordero), la dueña quien junto a su dama de compañía Eva Félix (Ximena Rivas), se dedican a espantar a la gente gracias a una "maquinita", propiedad de Eva, que hace que todo el mobiliario del palacio se mueva por sí solo. Así engañan a la gente, que está convencida de que el palacio está embrujado. La gran residencia posteriormente adquirirá más protagonismo debido a la fama que Emilia y Eva se han encargado de construirle.
Además -y Emilia y Eva lo saben muy bien- en el palacio se ocultan "espíritus", quienes pueden ser llamados por medio de sesiones de espiritismo. Y tras una de aquellas sesiones traen del pasado al fantasma de un joven de clase alta llamado Maximiliano "Max" Ossa (Enrique Cintolesi), quien murió en extrañísimas circunstancias en 1925, y regresa a 1997 para recuperar el amor de su amada, Pola Santa María (Leonor Varela), hermana mayor de Emilia.
Max se encuentra en el palacio con la sobrina-nieta de su amada, quien es físicamente idéntica y con el mismo nombre, de quien él se enamora y ella le corresponde. Además está Nicolás Urrutia "el Cazamisterios" (Francisco Pérez-Bannen) quien, para su programa radial de la Radio Mágica, tratará de probar que Max es un fantasma, además de alejarlo de Pola, ya que también se ha enamorado de ella. Max contará con la aprobación y ayuda de Emilia, quien quiere ver al fin feliz a Max junto a su sobrina Pola a fin de evitar que se vuelva a repetir la misma historia del pasado, en la cual, a poco tiempo antes de la boda de su hermana y Max, un campesino se entrometió en sus vidas y causó el quiebre entre ambos; y extrañamente Nicolás tiene un enorme parecido físico con aquel hombre.
También están la intrigante madre de Pola, Ivana Gabor (Coca Guazzini), y su caprichosa hija Isidora (Mónica Godoy), amantes de la buena vida y de la extravagancia; la misma Eva quien junto a Tomás Barcelona (Bastián Bodenhöfer) comparten el oficio de ladrones y una singular relación amor-odio; Ángel Mendizábal (Mauricio Pesutic), un actor fracasado que para mantener contacto su exesposa Calú Barcelona (Adriana Vacarezza) (hermana de Tomás) y sus hijos, se hace pasar -con ayuda de su amiga, la experta maquilladora Victoria Grant (Ana Reeves)- por Ángela Smith, la nueva secretaria de la Radio Mágica; y Memo (Roberto "El Rumpy" Artiagoitia), un deslenguado amigo de Nicolás que también trabaja como conductor radial, junto a otro grupo de singulares personajes.

## Reparto

### Principales
- Bastián Bodenhöfer como Tomás Barcelona[1]
- Leonor Varela como Pola Santa María
- Enrique Cintolesi como Maximiliano Ossa Marrison[2]
- Ximena Rivas como Eva Félix
- Peggy Cordero como Emilia Santa María
- Jaime Vadell como Samuel Gaete
- Coca Guazzini como Ivana Gabor
- Mauricio Pešutić como Ángel Mendizábal / Ángela Smith
- Anita Klesky como Rosario Pascal
- Ana Reeves como Victoria Grant
- Edgardo Bruna como Renato Puig
- Adriana Vacarezza como Calú Barcelona
- Francisco Pérez Bannen como Nicolás Urrutia
- Alejandra Fosalba como Samantha Rouge
- Remigio Remedy como Gaspar García
- Paola Volpato como Jocelyn Silva
- Mónica Godoy como Isidora Ortúzar
- Yuyuniz Navas como Romina Gaete
- Nicolás Fontaine como Matías Mendizábal
- Pamela Villalba como Dominique Aldunate
- Paulo Meza como Charles Troncoso
- Solange Lackington como Iris Valdés
- Claudio Arredondo como Antonio Véliz
- Blanca Lewin como Macarena Mendizábal
- Íñigo Urrutia como Ignacio García
- Carola Derpsch como María José Donoso
- Roberto Artiagoitía como Guillermo Arteaga
- Pedro Villagra como José María Carmona
- Jorge Hevia Cristino como Diego Gaete
- Antonella Orsini como Aurora Aldunate
- Clemente Gómez Riutort como Andrés Mendizábal

## Producción

### Casting
Los actores Álvaro Escobar y Patricia Rivadeneira, quienes decidieron unirse al elenco de la serie policial Brigada Escorpión de la misma cadena, implicó su salida del proyecto en los que se le consideraba, lo que llevó a la producción a buscar reemplazos para sus papeles; Francisco Pérez Bannen (Nicolás Urrutia) y Adriana Vacarezza (Calú Barcelona). El productor Pablo Ávila, negoció la continuidad de Yael Unger con el equipo de la directora María Eugenia Rencoret, pero la actriz decidió tomarse un año sabático en Pirque. Ante esta situación, Rencoret optó por designar a Peggy Cordero como su reemplazo. Tras avanzar las negociaciones, la actriz Sonia Viveros acordó su participación en el proyecto, pero finalmente firmó contrato para Santiago City, de Megavisión. Así, fue reemplazada por Coca Guazzini, quien asumió el papel de Ivana Gabor. Asimismo, se sumaron al elenco los actores Anita Klesky, Ana Reeves y Remigio Remedy, quienes provenían del equipo del director Vicente Sabatini.

### Renuncia de actriz
En mayo de 1997, semanas previas al rodaje, la actriz Ana María Gazmuri, quien interpretaría el papel de Eva Felix, renunció a Televisión Nacional tras enfrentarse a la plana ejecutiva, debido a que se le negó la autorización para participar en el programa humorístico Tuticuanti de Canal 13, dirigido por su esposo Cristián Mason. TVN comunicó que Gazmuri seguía vinculada al canal hasta el 30 de diciembre de 1997 y que, de no cumplirse lo acordado, tendría que pagar una multa millonaria. Por su parte, la actriz presentó una demanda ante la Inspección del Trabajo, acusando a TVN de un contrato "disfrazado". Finalmente, Rencoret le designó a Ximena Rivas el papel de Eva Felix, mientras que Gamzuri firmó con Megavisión para protagonizar Santiago City.

## Recepción
Con un índice de audiencia promedio de 19,8 puntos, la telenovela fue ampliamente superada por su competencia Playa salvaje de Canal 13, pero con los años ganó más popularidad, siendo retransmitida con gran éxito en 2002 (con 20,4 puntos de rating promedio) y en 2005. La banda sonora de la telenovela se basa en el disco Tributo a Queen, que presenta versiones de canciones de dicho grupo interpretados por destacados artistas latinos como Illya Kuryaki & The Valderramas, Soda Stereo, Molotov, Fito Páez y Aterciopelados entre otros.

## Banda sonora
1. Illya Kuryaki & The Valderramas : "Otro muerde el polvo"
2. Aterciopelados : "Juégale, apuéstale"
3. La Unión : "Somos campeones"
4. El General : "Nosotros te conmoveremos"
5. Antonio Vega : "Días que no volverán"
6. Gustavo Cerati : "Crimen"
7. Soraya : "Sálvame"
8. Molotov : "Rap-Soda y bohemia"
9. Fito Páez : "Se fue"
10. Ketama : "Agustito"
11. Fobia : "Presionado"
12. Paulo Ricardo : "Cuando te vas"
13. Pablo Dagnino : "Casi loco por tu amor"
14. Aleks Syntek & La gente normal : "Alguien a quien amar"

Además de Tributo a Queen se usaron algunas de las canciones más famosas de la banda británica:
- Another One Bites the Dust
- Bohemian Rhapsody
- Crazy Little Thing Called Love
- I Want to Break Free
- Under Pressure
- Bicycle Race
- Friends Will Be Friends
- One Vision
- The Show Must Go On
- Save Me
- Love of My Life
- I Want It All
- A Kind of Magic
- Seaside Rendezvous
- Innuendo
- Radio Ga Ga
- Who Wants to Live Forever
- I Was Born to Love You
- Play the Game
- Lazing On A Sunday Afternoon
- Somebody to Love
- Sheer Heart Attack
- I'm Going Slightly Mad
- Headlong
- Death On Two Legs (Dedicated To...)
- I'm In Love With My Car
- Killer Queen
- The Invisible Man
- Flash
- Scandal